# Cornelis van Lennep
Pour les articles homonymes, voir Van Lennep.
Cornelis van Lennep, né le 22 février 1751 à Haarlem et mort le 1er février 1813 à Amsterdam, est un homme politique néerlandais.

## Biographie
Après des études de droit à l'université de Leyde de 1766 à 1772 où il côtoie le poète Jeronimo de Bosch, Van Lennep devient avocat à Amsterdam. Patriote et membre de la société Concordia et Libertate, il est élu au vroedschap de la ville en 1782 et en devient échevin. Entre 1783 et 1784, il siège également à l'amirauté d'Amsterdam. Il se retire en décembre 1787, après la restauration orangiste.
Après le proclamation de la République batave en janvier 1795, il est élu à l'assemblée provisoire de Hollande et au comité de sûreté d'Amsterdam. Il est élu l'année suivante député d'Amsterdam à la première assemblée nationale batave, qu'il préside du 12 au 26 décembre 1796. Il est réélu en septembre 1797 mais, modéré, il démissionne après le coup d'État unitariste du 22 janvier 1798. Il est réélu le 31 juillet suivant au Corps législatif batave qu'il quitte en 1803, date à laquelle il rejoint la municipalité d'Amsterdam où il siège jusqu'à sa mort.
Il est le père de David Jacob van Lennep et le grand-père de Jacob van Lennep, écrivains néerlandais, et l'oncle de David Cornelis van Lennep, député.